# Engyneura setifemorata
Engyneura setifemorata är en tvåvingeart som beskrevs av Fan 1993. Engyneura setifemorata ingår i släktet Engyneura och familjen blomsterflugor.
Artens utbredningsområde är Sichuan (Kina). Inga underarter finns listade i Catalogue of Life.